# پارک مرکزی (فیلم)

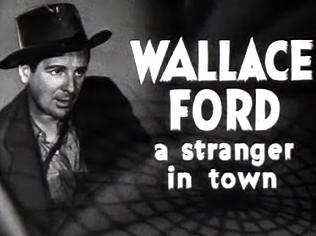
فیلم پارک مرکزی

«پارک مرکزی» (انگلیسی: Central Park (film)) فیلمی در ژانر درام به کارگردانی جان جی. آدولفی است. از بازیگران آن می‌توان به جون بلوندل و والاس فورد اشاره کرد.